# Gyula Gál
Dans le nom hongrois  Gál  Gyula, le nom de famille précède le prénom, mais cet article utilise l’ordre habituel en français  Gyula  Gál, où le prénom précède le nom.
Pour les articles homonymes, voir Gál.
Gyula Gál, né Gyula Goldstein le 5 novembre 1865 à Arad (Empire austro-hongrois) et mort le 26 février 1945 dans l'arrondissement d'Erzsébetváros de Budapest (Hongrie), est un acteur et dramaturge hongrois,.
Il est le frère cadet de l'actrice Hermin Gál.

## Biographie
Gyula Gál est le fils de Lipót Gál (Goldstein), un marchand, et de Róza Zuckerberg (1844–1908). Il termine sa scolarité dans sa ville natale. À l'âge de quatorze ans, il s'enfuit à Siklós en Transdanubie pour devenir acteur, où il joue pour la première fois un barbier dans la pièce folklorique Baboskendő de Gyula Molnár. Cependant, ses parents le ramènent chez eux pour qu'il puisse poursuivre ses études secondaires. Lajos Dóczy le prend comme acteur itinérant. En mars 1882, il signe un contrat avec le directeur de théâtre Gábor Jakabffy. Gyula Vízvári le remarque lors d'une représentation amateur à Mohács et lui conseille de s'inscrire à l'Académie des Acteurs, ce qu'il fait en 1884, mais il n'obtient pas son diplôme. Il joue à Košice en 1887, à Oradea, à Cluj-Napoca pendant sept ans avec Ditrói Mór, puis à Arad pendant deux ans. Au début, il représente toutes sortes de personnages, mais il excelle dans le portrait de personnes âgées. Le 1er septembre 1896, il épouse Elus Leichner, fille de Móric Leichner et de Netti Kuttner, à Budapest, à Erzsébetváros. En 1896, il est engagé par le Théâtre de la Gaieté (Vígszínház), nouvellement ouvert, dont il est l'un des membres éminents jusqu'en décembre 1901. Durant cette période, il est également professeur à l'école de théâtre comique. Il est ensuite invité au Théâtre national et occupe un poste d'enseignant à l'Académie des Acteurs. Le 30 juin 1916, il célèbre son 30e anniversaire à Arad dans le rôle-titre du Cardinal. Il démissionne de son poste d'enseignant universitaire le 23 septembre 1920. Le 27 avril 1929, le ministre de la Culture le nomme professeur titulaire à l'Académie des arts dramatiques. Il enseigne à l'Académie jusqu'en 1939.

## Récompenses et distinctions
- Gyula Gál : Récompenses, sur l'Internet Movie Database